# Het Vinkel
Het Vinkel is een wijk in de Nederlandse gemeente 's-Hertogenbosch, in de Nederlandse provincie Noord-Brabant, behorend tot stadsdeel Rosmalen Zuid. De wijk ligt in het zuiden van de plaats Rosmalen. In Het Vinkel bevinden zich onder andere het dorp Vinkel, het bos Eikenburg en het beurscomplex Autotron Rosmalen. De wijk ligt in het zuidoosten van de gemeente ten zuiden van de A59.

## Aangrenzende wijken
| Aangrenzende wijken | Aangrenzende wijken | Aangrenzende wijken          | Aangrenzende wijken | Aangrenzende wijken |
| ------------------- | ------------------- | ---------------------------- | ------------------- | ------------------- |
|                     |                     | Binckhorst                   |                     | Gemeente Oss        |
|                     |                     |                              |                     |                     |
| Maliskamp Oost      | Gemeente Bernheze   |                              |                     |                     |
|                     |                     |                              |                     |                     |
|                     |                     | Gemeente Sint-Michielsgestel |                     |                     |